# Bandiera della pace

Bandiera della pace arcobaleno

A partire dalla seconda metà del XX secolo, in più occasioni è capitato che dei movimenti pacifisti creassero o adottassero delle bandiere particolari come simboli della pace.
L'arcobaleno in particolare, essendo un simbolo di pace presso molte civiltà antiche, è stato spesso utilizzato da intellettuali e pacifisti in varie manifestazioni contro la guerra. La bandiera della pace si distingue dalla bandiera arcobaleno del movimento LGBT, per la scritta PACE e per il numero e l'ordine dei colori (7 nella bandiera della pace, con i colori freddi in alto, 6 nella bandiera del LGBT, senza l'azzurro, con i caldi in alto).

## La bandiera della Pace di Cora Slocomb
La bandiera della pace con il motto Pro Concordia Labor (Io lavoro per la pace) fu disegnata nel 1897 dalla contessa Cora Slocomb Savorgnan di Brazzà  - americana per nascita e italiana per matrimonio - come modifica di quella, disegnata 1891 da Henry Pettit, che consisteva in una bandiera nazionale circondata da un bordo bianco e dalla parola Pace. Per Cora il simbolo universale di Pace doveva trascendere ogni identità nazionale. I colori del giallo, viola e bianco li scelse perché nessuna bandiera nazionale li aveva, quindi la bandiera della Pace non poteva essere confusa con le bandiere nazionali. Due mani giunte sopra allo scudo erano parte integrante del simbolismo di questa bandiera: rappresentavano un mondo pacifico, dove uomini e donne lavorano per raggiungere concordemente gli stessi obiettivi.

## La bandiera della Pace nel mondo
Un'immagine della Bandiera della pace come la conosciamo compare in una cartolina allegorica pubblicata in occasione dell'Esposizione universale di Gand svoltasi dal 26 aprile al 3 novembre del 1913. L'immagine raffigura il Palazzo della pace de L'Aia, e in particolare la bandiera della pace con le sette bande colorate disposte orizzontalmente partendo dal rosso, in alto, fino al viola, in basso.

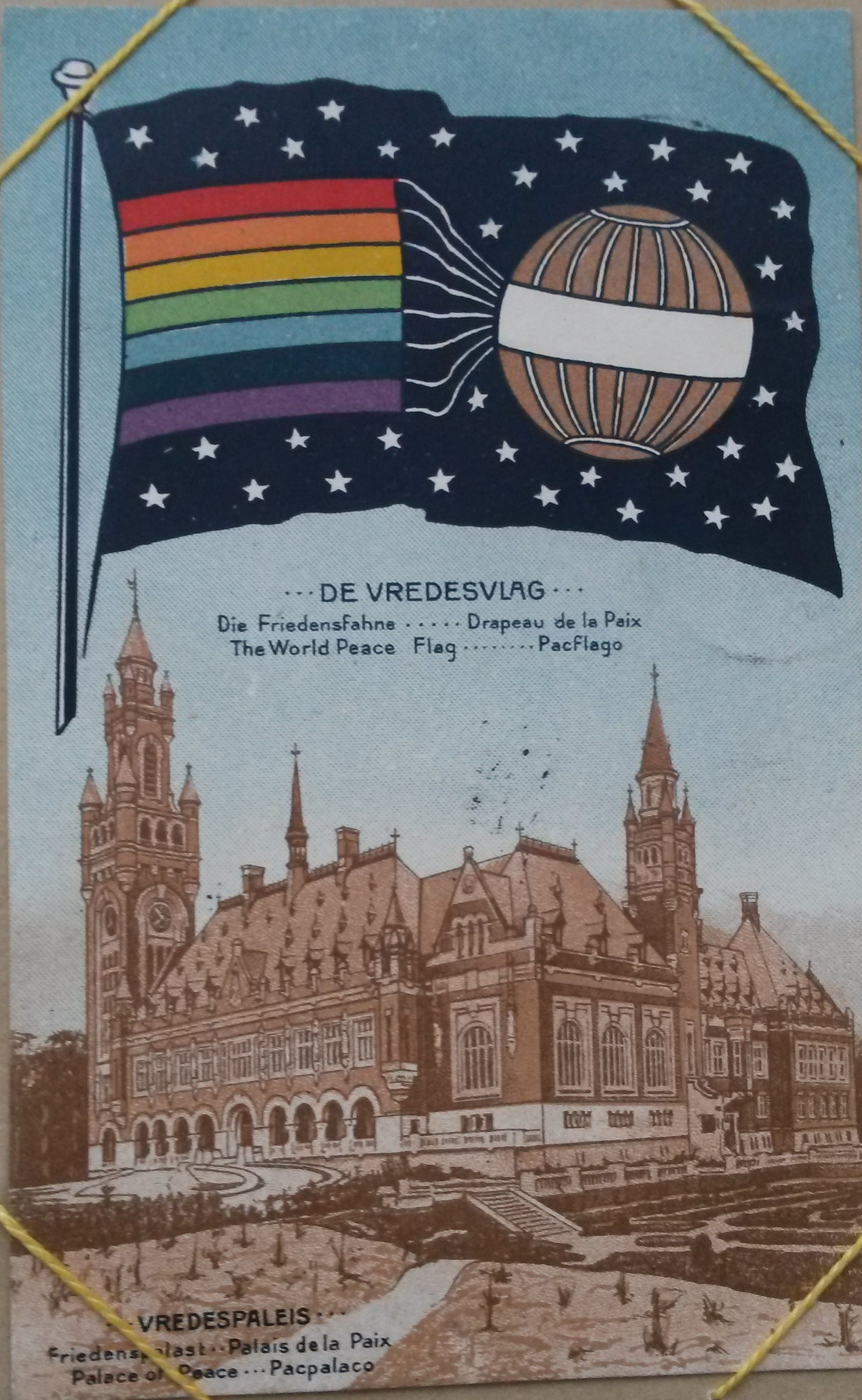
Cartolina allegorica dell'Esposizione universale di Gand del 1913 (26.04-03.11).

## La bandiera della pace di Picasso
Una bandiera che ebbe popolarità fu l'immagine multicolore, con una colomba bianca al centro, disegnata da Pablo Picasso, in seguito adottata in via ufficiosa anche dall'ONU.
La bandiera multicolore apparve in Italia per la prima volta nelle manifestazioni legate al movimento dei Partigiani della Pace, in diverse varianti, ad esempio senza la colomba o con la scritta PACE. Alcune occasioni in cui furono esposte delle bandiere iridate sono le manifestazioni contro la ratifica del Patto Atlantico nel 1949, durante la visita a Roma del generale statunitense Eisenhower (gennaio 1951) e quella del generale Rigdway (giugno 1952). In quest'ultima occasione vennero anche esposti per la prima volta dei lenzuoli sui balconi con scritte inneggianti alla pace, modalità di protesta che verrà ripresa con le bandiere della pace durante la campagna del 2002 contro la guerra in Iraq.
Secondo la ricerca di Sondra Cerrai, è quindi ai Partigiani della Pace che si deve l'elaborazione della bandiera e dell'iconografia a cui è sono oggi legati i movimenti pacifisti e non, come sostenuto da molti, al successivo Movimento per la Pace di Aldo Capitini . I Partigiani della Pace ebbero, peraltro, una importante influenza nel movimento pacifista dei primi anni '60, in particolare attraverso la figura di Andrea Gaggero. 
La bandiera multicolore semplice è stata utilizzata anche dal Partito Comunista Italiano, in particolare durante i lavori del VII Congresso (affiancata alle bandiere italiana e rossa con la falce e martello) che si tenne nel teatro Adriano dal 3 all'8 aprile del 1951. 

## The Peace Flag
The Peace Flag è stata un'iniziativa volta ad unificare tutte le nazioni sotto un simbolo comune nella Giornata internazionale della pace. Mentre ci sono varie icone di pace - il ramoscello d'ulivo, la colomba - non esiste una bandiera mondiale ufficiale della pace adottata dalle Nazioni Unite. L'iniziativa ha proposto che, per un giorno all'anno, il 21 settembre, ogni paese innalzi una versione completamente bianca della propria bandiera nazionale per rappresentare che siamo tutti uno. Nel 2013, le ambasciate di Colombia, Guinea Equatoriale ed Ecuador a Londra hanno sostenuto ufficialmente The Peace Flag, alzando una versione incolore delle rispettive bandiere il 21 settembre. 

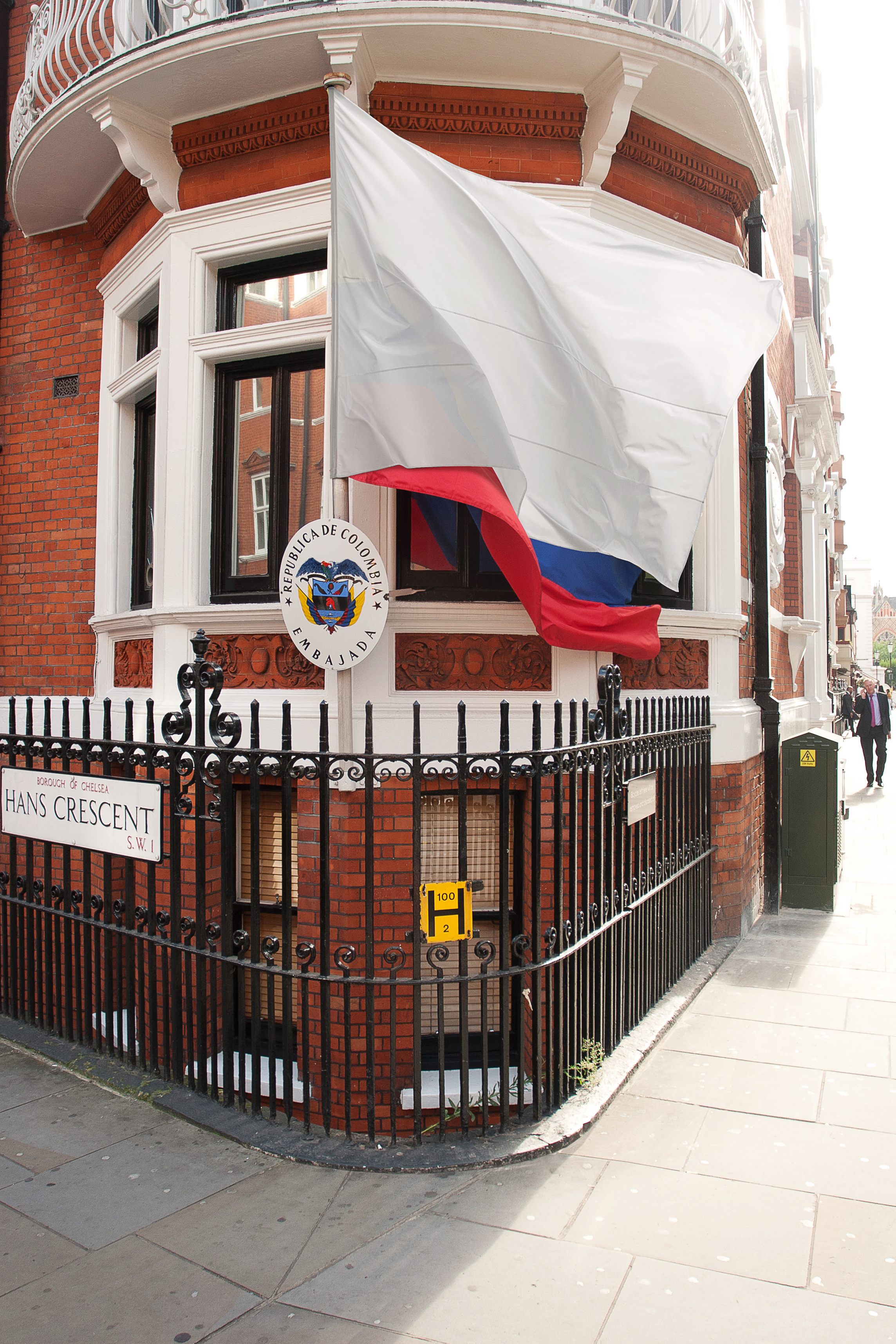
La bandiera della pace della Colombia
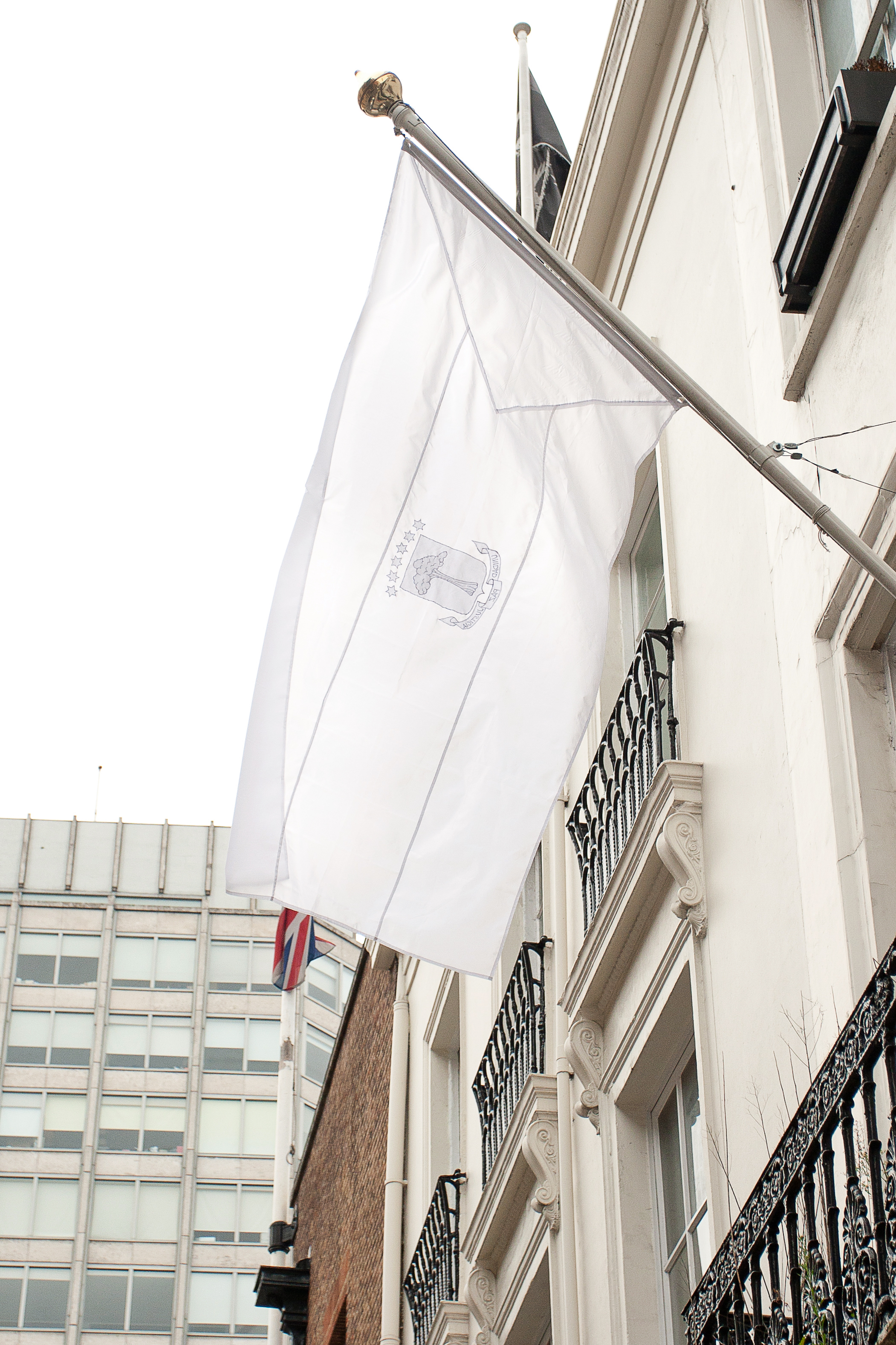
La bandiera della pace della Guinea Equatoriale
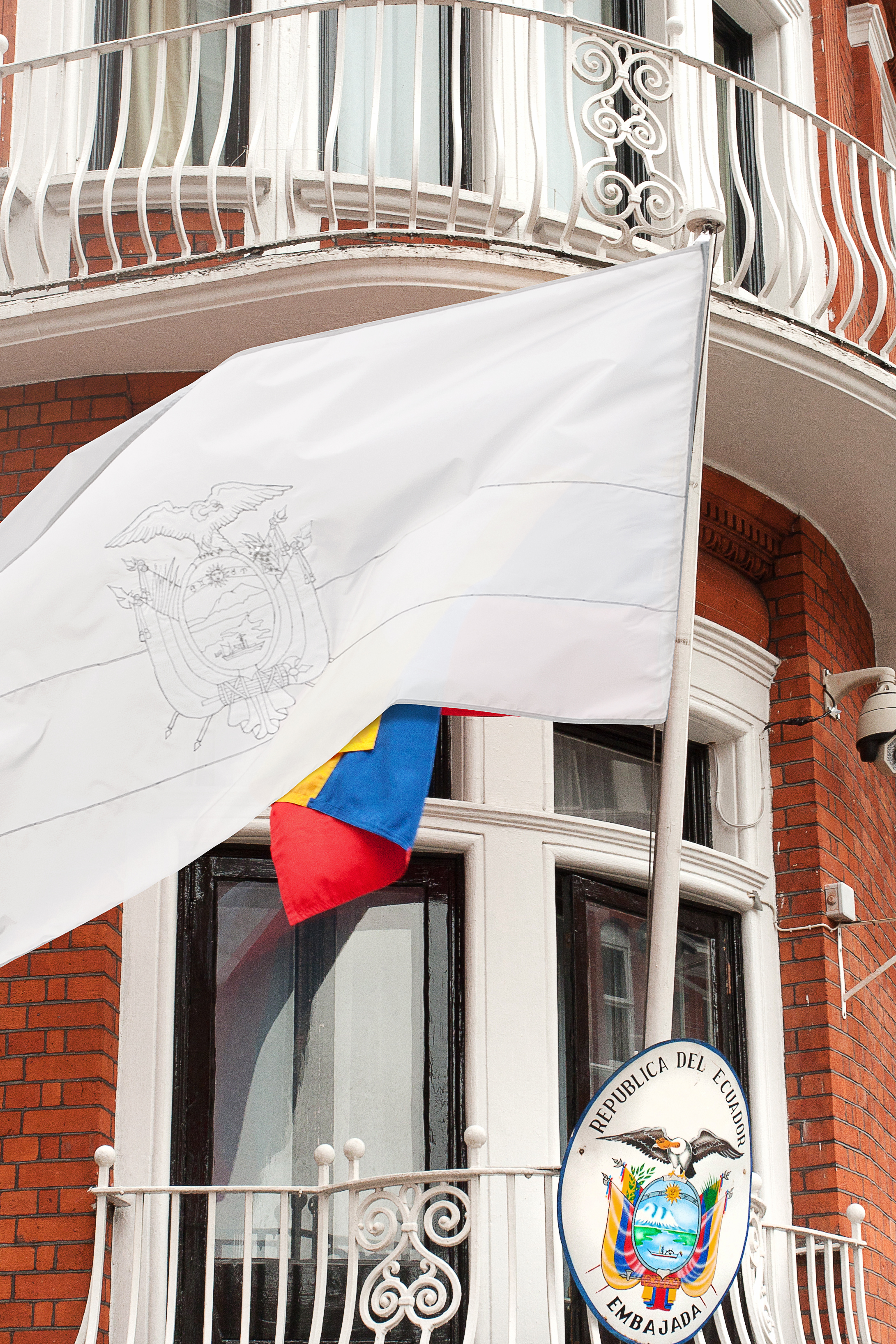
La bandiera della pace dell'Ecuador

## La bandiera con i colori dell'arcobaleno
Fra le "bandiere della pace", il drappo con i colori dell'arcobaleno è sicuramente la più nota a livello internazionale, essendo tra i simboli più utilizzati in tutto il mondo da vari movimenti pacifisti.

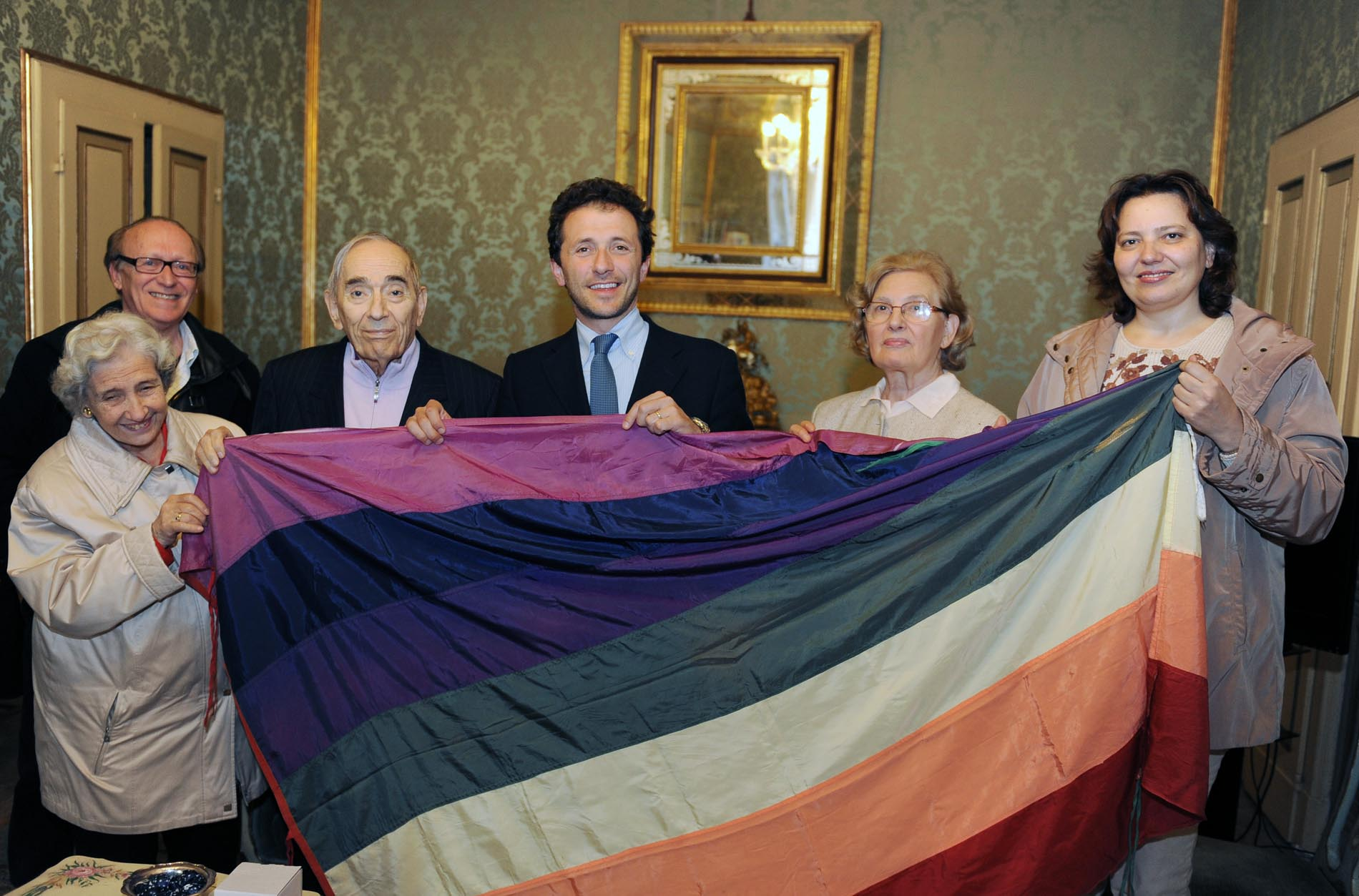
Bandiera della pace portata da Capitini nella prima marcia Perugia-Assisi, custodita presso la Biblioteca San Matteo degli Armeni del comune di Perugia.

La varietà più diffusa ha sette colori: viola, blu, azzurro, verde, giallo, arancione e rosso, e riporta al centro la scritta bianca "PACE" (in italiano e spesso anche all'estero). In alcune variazioni la striscia viola è al di sotto di quella azzurra, e talvolta viene aggiunta una striscia bianca in cima, come nella bandiera originale degli anni sessanta.
In Italia, è stata usata per la prima volta durante la prima edizione della marcia per la Pace Perugia-Assisi del 1961, da Aldo Capitini, fondatore del Movimento Nonviolento. Quest'immagine fu ispirata da simboli simili utilizzati in manifestazioni statunitensi e inglesi, dove ebbe come "sponsor", tra gli altri, il filosofo Bertrand Russell. La bandiera originale è stata conservata fino al 31 ottobre 2011 a Collevalenza, Todi, dal dott. Lanfranco Mencaroni, amico personale e collaboratore del Capitini. Mencaroni l'ha poi consegnata al Palazzo dei Priori di Perugia.
Una bandiera simile, chiamata bandiera arcobaleno, fu adottata negli anni settanta dal movimento di liberazione omosessuale; la differenza con la bandiera della pace sta nella mancata presenza della scritta "PACE" e nella diversità dei colori, sia come disposizione che come numero.
La somiglianza si spiega col fatto che entrambe le bandiere derivano dall'arcobaleno, il quale è considerato simbolo di pace e armonia; questo simbolo appare nella Bibbia, nel racconto del mito del Diluvio universale e, per quanto riguarda la bandiera arcobaleno, è stato mutuato dalla filosofia spiritualista New Age.

### La campagnaPace da tutti i balconi

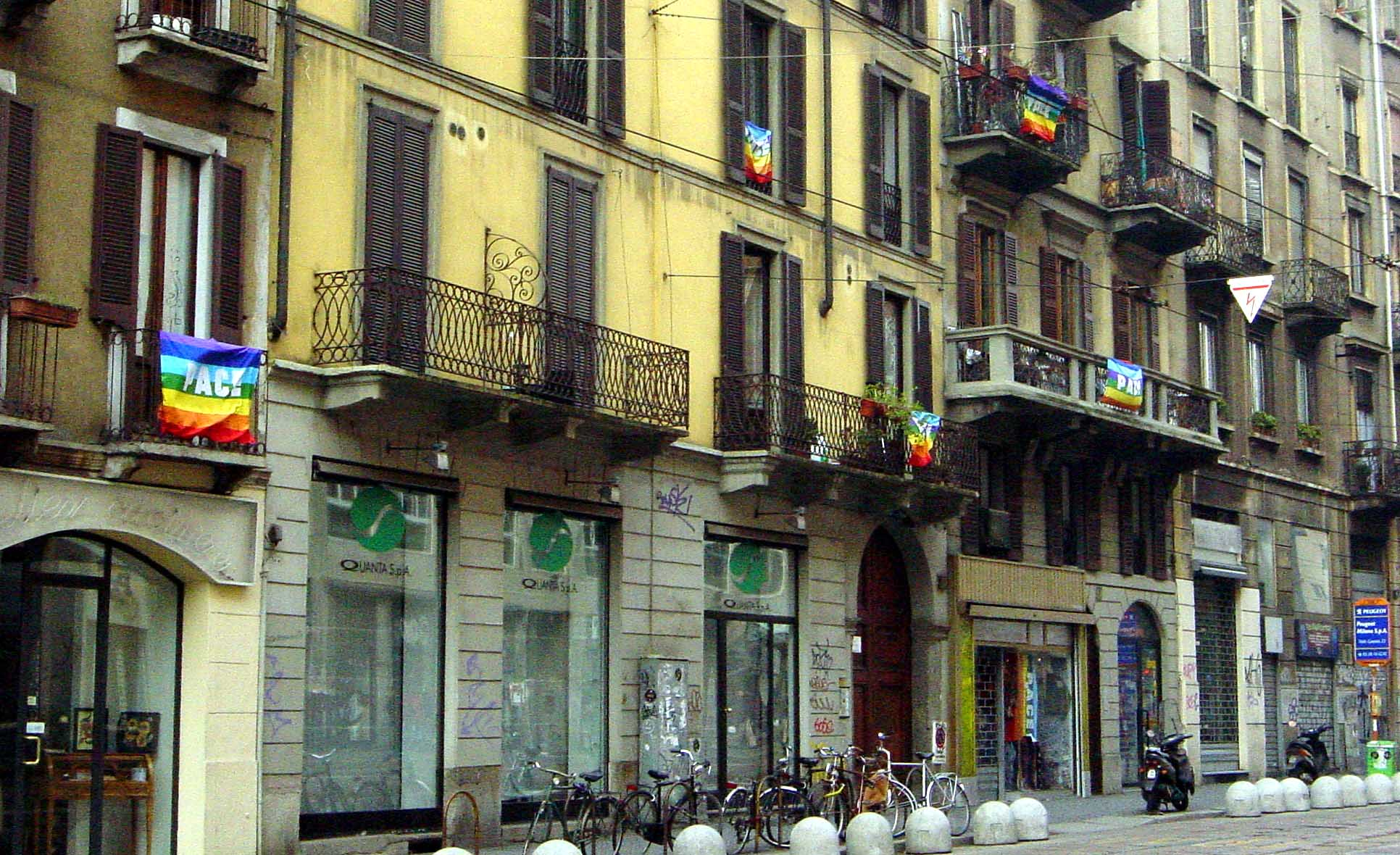
Bandiere della pace a Milano, 18 marzo 2003.

La bandiera arcobaleno ha raggiunto la massima popolarità a partire dal 2002 grazie alla campagna italiana Pace da tutti i balconi, la quale fu organizzata e promossa per primo da padre Alex Zanotelli come manifestazione di protesta contro l'imminente guerra in Iraq; grazie anche ad un certo riscontro mediatico, si calcola che furono esposte più d'un milione di bandiere contro la partecipazione italiana alla guerra in Afghanistan e in Iraq.
L'iniziativa, partita senza alcun fine partitico, ebbe sempre in Italia degli strascichi polemici  in quanto fu presto strumentalizzata a fini elettorali da partiti di centro-sinistra contrari alla politica estera del governo Berlusconi: il risultato fu che la bandiera arcobaleno finì sui manifesti elettorali, perfino in occasione di elezioni provinciali e comunali.
La strumentalizzazione della bandiera provocò il netto distinguo di una parte del movimento pacifista che aveva lanciato o sostenuto l'iniziativa; in particolare numerose personalità di spicco del mondo cattolico (lo stesso Zanotelli, Ernesto Olivero, don Albino Bizzotto, don Oreste Benzi, don Luigi Ciotti ed altri), sottoscrissero l'11 aprile 2003 un vero e proprio appello ad evitare "ingabbiamenti all'interno di partiti e schieramenti elettorali". Tuttavia vi furono iniziative importanti dove lo spirito del movimento della pace coinvolse esponenti politici. Così a Bologna dove una lunghissima bandiera della pace unì, nei giorni culminanti dell'offensiva in Iraq, palazzo d'Accursio, sede del Comune, a Piazza Maggiore, presidiata da decine di migliaia di pacifisti, per iniziativa dei consiglieri DS Davide Ferrari e Claudio Merighi.

## Nella cultura di massa
(Assalti Frontali, Rosso, arancio, giallo...)
Il titolo e il ritornello della canzone Rosso, Arancio, Giallo... degli Assalti Frontali, pubblicata nell'album Mi sa che stanotte... del 2006, fanno riferimento ai sette colori della bandiera della pace.